# Закон и порядок: Специальный корпус (сезон 8)
Премьера восьмого сезона полицейского процедурала «Закон и порядок: Специальный корпус» состоялась 19 сентября 2006 года на американском телеканале NBC; заключительная серия сезона вышла в эфир 22 мая 2007 года. В общей сложности, восьмой сезон состоял из двадцати двух эпизодов.

## Актеры и персонажи

### Основной состав
- Кристофер Мелони — детектив Эллиот Стейблер
- Маришка Харгитей — детектив Оливия Бенсон
- Ричард Белзер — детектив Джон Манч
- Айс Ти — детектив Фин Тутуола
- Дайан Нил — помощник окружного прокурора Кейси Новак
- Би Ди Вонг — доктор Джордж Хуанг
- Тамара Тюни — доктор Мелинда Уорнер
- Дэнн Флорек — капитан Дон Крейген

## Эпизоды
| № общий | № в сезоне | Название                        | Режиссёр                    | Автор сценария   | Дата премьеры    | Зрители в США (млн) |
| --- | ---------- | ------------------------------- | --------------------------- | ---------------- | ---------------- | ------------------- |
| 162 | 1          | «Informed» «Информатор»         | Питер Лето                  | Дон Денун        | 19 сентября 2006 | 14,5                |
| Молодая женщина приходит в больницу избитая, со следами изнасилования и с побритой головой. Несмотря на явные признаки изнасилования она отказывается от помощи Оливии. Детективы выясняют, что она — информатор ФБР, работает с группой радикальных защитников природы. Оливия уходит работать под прикрытием в эту же группу по просьбе ФБР. - Приглашенная звезда: Марша Гей Харден |            |                                 |                             |                  |                  |                     |
| 163 | 2          | «Clock» «Время»                 | Джим Хейман                 | Эллисон Интриери | 26 сентября 2006 | 14,4                |
| Два подростка пропадают со школьной экскурсии в музее. Дело принимает новый оборот когда выясняется, что пропавшая девушка больна синдромом Тёрнера — в свои 17 она выглядит на 12 лет. Стейблер подозревает, что её любовник — педофил. Стейблер знакомится с новой напарницей детективом — Дани Бек (Конни Нильсен). - Приглашенная звезда: Роберт Вон                               |            |                                 |                             |                  |                  |                     |
| 164 | 3          | «Recall» «Воспоминание»         | Хуан Хосе Кампанелла        | Джонатан Грин    | 3 октября 2006   | 14,3                |
| Детективы расследуют изнасилование молодой женщины, которую жестоко избили. Все доказательства указывают на известного адвоката. Однако, только жертва сорокалетней давности помогает обвинению закончить процесс. - Приглашенные звезды: Лили Рэйб и Лесли Карон |            |                                 |                             |                  |                  |                     |
| 165 | 4          | «Uncle» «Дядя»                  | Дэвид Платт                 | Дон Денун        | 10 октября 2006  | 13,9                |
| Мать и дочь найдены изнасилованными и убитыми. Детективы выходят на бездомного, который не совсем здоров психически, который оказывается родным дядей детектива Манча. - Приглашенная звезда: Джерри Льюис |            |                                 |                             |                  |                  |                     |
| 166 | 5          | «Confrontation» «Противоречие»  | Дэвид Платт                 | Джудит Маккрири  | 17 октября 2006  | 13,0                |
| Стейблер и Бек ищут насильника, который по какой-то причине возвращается к своим жертвам и снова их насилует. Его цель не просто сексуальный контакт — он хочет стать отцом. - Приглашенная звезда: Майкл Келли |            |                                 |                             |                  |                  |                     |
| 167 | 6          | «Infiltrated» «Внедрение»       | Дэвид Платт                 | Дон Денун        | 31 октября 2006  | 13,4                |
| Новак ищет Оливию для дачи показаний против насильника, которого Оливия арестовывала, ещё работая в спецкорпусе. Сама Оливия, находясь под прикрытием, расследует убийство руководителя фармацевтической компании, в котором обвиняют членов экологической группы. - Приглашенная звезда: Винсент Спано                                                                                |            |                                 |                             |                  |                  |                     |
| 168 | 7          | «Underbelly» «Удар под дых»     | Джонатан Каплан             | Аманда Грин      | 14 ноября 2006   | 14,8                |
| Три девушки с одинаковыми татуировками найдены изнасилованными и убитыми в разных районах города. Детективы выясняют, что они были проститутками и их всех «удочерил» один богач. У Стейблера и Бек начинаются отношения. |            |                                 |                             |                  |                  |                     |
| 169 | 8          | «Cage» «Клетка»                 | Дэвид Платт                 | Патрик Харбинсон | 21 ноября 2006   | 14,2                |
| Детективов вызывают на место автомобильной аварии, так как дети, находящиеся в машине, были в наручниках. Расследование приводит в дом приёмных родителей этих детей, где над ними всячески издевались взрослые. Детектив Бек уходит из спецкорпуса. - Приглашенные звезды: Эль Фэннинг и Марго Мартиндейл                                                                             |            |                                 |                             |                  |                  |                     |
| 170 | 9          | «Choreographed» «Танцы»         | Питер Лето                  | Пол Греллонг     | 28 ноября 2006   | 14,6                |
| Детективы расследуют странную смерть молодой женщины, тело которой найдено в парке. Женщину отравили редким химикатом, а купил его через интернет-магазин муж убитой. - Приглашенная звезда: Крис Сарандон |            |                                 |                             |                  |                  |                     |
| 171 | 10         | «Scheherazade» «Шахерезада»     | Дэвид Платт                 | Аманда Грин      | 2 января 2007    | 15,2                |
| По просьбе своего священника Стейблер соглашается выслушать исповедь умирающего от рака пожилого человека: сорок лет назад он совершил более двадцати ограблений банков. - Приглашенная звезда: Брайан Деннехи |            |                                 |                             |                  |                  |                     |
| 172 | 11         | «Burned» «Ожог»                 | Эрик Ла Саль                | Джудит Маккрири  | 9 января 2007    | 14,4                |
| Бывший наркоман и алкоголик после развода с женой не имеет возможности видеть свою дочь столько, сколько ему хотелось бы. Его бывшая жена заявляет об изнасиловании, обвиняя в этом бывшего мужа. Бенсон и Стейблер расходятся во мнениях о виновности мужчины. |            |                                 |                             |                  |                  |                     |
| 173 | 12         | «Outsider» «Аутсайдер»          | Артур У. Форни              | Пол Греллонг     | 16 января 2007   | 14,2                |
| Сын Тутуолы приводит к отцу девушку из своего общежития, которую изнасиловали в метро. Детектив Лейк из Бруклина уверен, что три убитые девушки в его районе — жертвы этого насильника. Всех жертв связывает только одно — знакомство с владельцем клиники. - Приглашенная звезда: Келли Гиддиш                                                                                        |            |                                 |                             |                  |                  |                     |
| 174 | 13         | «Loophole» «Лазейка»            | Дэвид Платт                 | Джонатан Грин    | 6 февраля 2007   | 13,5                |
| В спецкорпус доставлено анонимное письмо с детским порно и просьбой поймать этого извращенца. Детективы выходят на владельца дома, который работал на химическую компанию и без ведома квартиросъёмщиков он проводил на них испытания пестицидов. - Приглашенная звезда: Рэй Уайз |            |                                 |                             |                  |                  |                     |
| 175 | 14         | «Dependent» «Зависимый»         | Питер Лето                  | Кен Сторер       | 13 февраля 2007  | 12,9                |
| Жена адвоката жестоко изнасилована и убита в собственном доме. Подозреваемых много, так как у юриста не очень хорошая репутация. Однако детективы обращают внимание на бойфренда дочери убитой. При задержании он погибает по вине Стейблера, его обвиняют в излишней жестокости и отстраняют от дела. Эллиот решает вернуться к жене.                                                 |            |                                 |                             |                  |                  |                     |
| 176 | 15         | «Haystack» «Ком»                | Питер Лето                  | Аманда Грин      | 20 февраля 2007  | 11,9                |
| Женщина заявляет о краже своего тринадцатимесячного сына. Многие улики указывают на то, что она каким-то образом причастна к этому. После обвинения в убийстве собственного сына, она кончает жизнь самоубийством. Оливия узнает, что у неё есть брат. - Приглашенная звезда: Дэна Эшбрук                                                                                              |            |                                 |                             |                  |                  |                     |
| 177 | 16         | «Philadelphia» «Филадельфия»    | Питер Лето                  | Патрик Харбинсон | 27 февраля 2007  | 11,7                |
| Детективы расследуют изнасилования мужчин. Никто из пострадавших не хочет давать показания, опознавать тех, кто это сделал, и вообще говорить об этом. Оливия пытается разобраться виновен ли её брат в преследовании и изнасиловании. - Приглашенные звезды: Майкл Уэстон и Ким Дилейни - Сюжет серии продолжается в девятнадцатом эпизоде восьмого сезона под названием «Флорида»    |            |                                 |                             |                  |                  |                     |
| 178 | 17         | «Sin» «Грех»                    | Джордж Паттисон             | Патрик Харбинсон | 27 марта 2007    | 12,9                |
| Гей из службы эскорта изнасилован и жестоко убит. Расследование показывает, что пастор, который проповедует крайнюю нетерпимость к гомосексуалистам, возможно, был в отношениях с ним. - Приглашенная звезда: Тим Дейли |            |                                 |                             |                  |                  |                     |
| 179 | 18         | «Responsible» «Ответственность» | Елена Ланская и Дэвид Платт | Элисон Интриери  | 3 апреля 2007    | 11,2                |
| Семейная пара, вернувшись с уик-энда, находит на своей кровати незнакомую мертвую девушку. Детективы выясняют, что школьники устроили в этом доме одну из своих «пьяных» вечеринок. - Приглашенная звезда: Тим Дейли |            |                                 |                             |                  |                  |                     |
| 180 | 19         | «Florida» «Флорида»             | Дэвид Платт                 | Джонатан Грин    | 1 мая 2007       | 11,4                |
| Брат Оливии скрылся после вынесения ему обвинения в изнасиловании. Бенсон хочет верить, что брат не виновен, но все улики говорят об обратном. - Приглашенные звезды: Майкл Уэстон и Ким Дилейни - Сюжет серии имеет предысторию в шестнадцатом эпизоде восьмого сезона под названием «Филадельфия»                                                                                    |            |                                 |                             |                  |                  |                     |
| 181 | 20         | «Annihilated» «Уничтожение»     | Питер Лето                  | Аманда Грин      | 8 мая 2007       | 10,9                |
| Молодая женщина убита накануне своей свадьбы. Родители девушки рассказывают, что её жених — секретный агент и ему угрожали расправой. - Приглашенная звезда: Дилан Уолш |            |                                 |                             |                  |                  |                     |
| 182 | 21         | «Pretend» «Притворщики»         | Дэвид Платт                 | Дон Денун        | 15 мая 2007      | 12,8                |
| Детективы расследуют смерть подростка. Парень погиб в результате поединка по экстремальному реслингу, которым увлекался со своими друзьями. - Сюжет серии основан на реальных событиях |            |                                 |                             |                  |                  |                     |
| 183 | 22         | «Screwed» «Облажавшиеся»        | Артур У. Форни              | Джудит Маккрири  | 22 мая 2007      | 10,3                |
| Детективы дают показания на суде над Дариусом Паркером, который убил молодую женщину и её маленького сына. Подсудимый, пытаясь выяснить кто же его отец, идёт в суд защищать себя сам. - Приглашенная звезда: Ludacris - Сюжет серии имеет предысторию в восемнадцатом эпизоде седьмого сезона под названием «Злость»                                                                  |            |                                 |                             |                  |                  |                     |